# 汉尼拔·吉斯戈
汉尼拔·吉斯戈（拉丁語：Hannibal Gisco；布匿語：𐤋𐤏𐤁𐤍𐤇‬ [ḤNBʻL] 错误：{{Transl}}：无法识别语言／字母代码 腓尼基字母（帮助）；？—前258年），是第一次布匿战争期间迦太基的一位将军。
吉斯戈早期事迹不详。公元前261年，罗马军队围攻迦太基城市阿格里真托时，吉斯戈指挥驻军英勇抵抗达数月之久，罗马军队攻陷该城时，吉斯戈逃往迦太基城。
翌年，吉斯戈被率领迦太基海军舰队前往墨西拿海峡。此时罗马已组织了自己一支舰队，迦太基元老院决定摧毁之。吉斯戈在利帕里群岛战役中击败罗马，俘虏其执政官格奈乌斯·科尔内利乌斯·西庇阿·阿西纳，但大部分罗马舰队并未被摧毁，仍然活跃。
前260年，吉斯戈率迦太基舰队在米列海岸附近与盖乌斯·杜伊利乌斯率领的罗马海军进行战斗。因罗马海军使用新式武器乌鸦吊桥，迦太基海军大败。
前258年，吉斯戈被派往撒丁岛抵抗罗马军队，被盖乌斯·苏尔皮基乌斯·帕特尔库卢斯所率的罗马军队击败。在一系列战败之后，吉斯戈失势，不久与其他一些战败的将领一起，被送上十字架处决。